# Niko Vainio
Niko Vainio (Finnország, Helsinki, 1985. január 24. –) profi jégkorongozó.

## Karrier
Komolyabb junior karrierjét a Jokerit Helsinki korosztályos csapatában kezdte 2000-ben. 2002–2003-ban egy korosztállyal feljebb lépett de a szezon végére visszaküldték a kisebbek közé. 2003–2004-ben ismét a nagy juniorok között játszott. A 2003-as NHL-drafton a Dallas Stars választotta ki a nyolcadik kör 259. helyén. A National Hockey League-ben sosem játszott. A 2004–2005-ben átkerült a tengerentúlra Kanadába, az Ontario Hockey League-es Peterborough Petesbe, ám csak 11 mérkőzést játszhatott. 2005–2006-ban már a finn felnőtt korosztályban szerepelt és egy mérkőzést játszott az Ässät Poriban. Bajnoki ezüstérmet szerzett, majd a szezon végén visszavonult.